# Tour of Chongming Island World Cup
Il Tour of Chongming Island World Cup (it. Giro dell'isola di Chongming) era una corsa in linea femminile di ciclismo su strada che si disputava sull'isola di Chongming, in Cina. Creata nel 2010, venne subito inserita nel calendario della Coppa del mondo di ciclismo su strada femminile. Nel 2016, dopo l'abolizione della Coppa del mondo e la nascita dell'UCI Women's World Tour, in cui fu integrata la gara a tappe Tour of Chongming Island, la corsa in linea venne soppressa.
Le prime due edizioni furono vinte dalla tedesca Ina-Yoko Teutenberg della Highroad Women. Le edizioni successive videro imporsi altre forti velociste: Shelley Olds, Tetjana Rjabčenko, Kirsten Wild e Giorgia Bronzini.

## Albo d'oro
Aggiornato all'edizione 2015.
| Anno | Vincitrice          | Seconda              | Terza            |
| ---- | ------------------- | -------------------- | ---------------- |
| 2010 | Ina-Yoko Teutenberg | Kirsten Wild         | Rochelle Gilmore |
| 2011 | Ina-Yoko Teutenberg | Elizabeth Armitstead | Charlotte Becker |
| 2012 | Shelley Olds        | Melissa Hoskins      | Monia Baccaille  |
| 2013 | Tetjana Rjabčenko   | Giorgia Bronzini     | Amy Pieters      |
| 2014 | Kirsten Wild        | Elena Cecchini       | Giorgia Bronzini |
| 2015 | Giorgia Bronzini    | Kirsten Wild         | Fanny Riberot    |